# Emma Weiß (Freestyle-Skierin)
Emma Weiß (* 22. Januar 2000 in Albstadt-Ebingen) ist eine deutsche Freestyle-Skierin. Sie startet in der Disziplin Aerials (Springen).

## Werdegang
Emma Weiß startete im März 2015 in Airolo erstmals im Europacup und errang dabei den 11. Platz. Bei den Juniorenweltmeisterschaften 2016 in Minsk sprang sie auf den 12. Platz und bei den Juniorenweltmeisterschaften 2017 in Chiesa in Valmalenco auf den 13. Rang. Ihr Debüt im Freestyle-Skiing-Weltcup hatte sie zu Beginn der Saison 2017/18 im Secret Garden, welches sie auf dem 20. Platz beendete. Im weiteren Saisonverlauf kam sie im Europacup viermal unter den ersten zehn, darunter die Plätze drei und eins in Minsk und erreichte damit den dritten Platz in der Aerials-Disziplinenwertung des Europacups. Zudem wurde sie bei den Juniorenweltmeisterschaften 2018 in Minsk Sechste. In der Saison 2018/19 belegte sie bei den Weltmeisterschaften 2019 in Park City den 11. Platz und bei der Winter-Universiade 2019 in Krasnojarsk den fünften Rang. In der Saison 2020/21 erreichte sie mit sechs Top-Zehn-Platzierungen den fünften Platz Aerials-Weltcup. Dabei errang sie mit Platz zwei in Ruka ihre erste Podestplatzierung im Weltcup. Beim Saisonhöhepunkt, den Weltmeisterschaften 2021 in Almaty, sprang sie auf den 11. Platz. 2022 nahm Weiß bei den Olympischen Winterspielen in Peking teil. Sie verpasste jedoch den Einzug ins Aerials-Finale der Frauen.

## Familie
Ihr Vater Armin Weiß nahm an den Olympischen Winterspielen 1992 in Albertville als Athlet in der Demonstrationssportart Skiballett teil.

## Erfolge

### Weltmeisterschaften
- Park City 2019: 11. Aerials Einzel
- Almaty 2021: 11. Aerials Einzel

### Weltcup
| Saison  | Gesamt | Gesamt | Aerials | Aerials |
| Saison  | Platz  | Punkte | Platz   | Punkte  |
| ------- | ------ | ------ | ------- | ------- |
| 2017/18 | 123.   | 8,67   | 25.     | 52      |
| 2018/19 | 181.   | 1,2    | 38.     | 6       |
| 2020/21 | –      | –      | 5.      | 251     |

### Europacup
- Saison 2017/18: 3. Aerials-Disziplinenwertung
- sechs Podestplätze, davon ein Sieg

### Juniorenweltmeisterschaften
- Minsk 2016: 12. Aerials
- Chiesa in Valmalenco 2017: 13. Aerials
- Minsk 2018: 6. Aerials

### Weitere Erfolge
- Winter-Universiade 2019: 5. Aerials